# Drain transtympanique
Pour les articles homonymes, voir Diabolo.

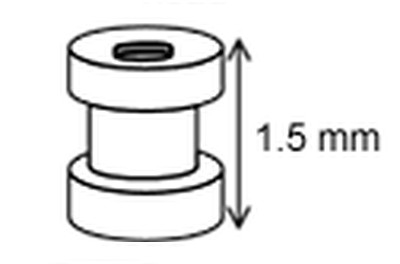
Drain transtympanique

Un drain transtympanique ou aérateur tympanique ou diabolo ou yoyo est un petit dispositif inséré dans la membrane du tympan pour permettre l'aération de l'oreille moyenne en drainant les fluides qui s'y accumuleraient vers le conduit auditif. L'objet a la forme d'une petite bobine de fil ou d'un diabolo de jonglerie, avec des « jantes » qui permettent de le maintenir serti dans la surface du tympan. L'opération chirurgicale par laquelle on implante un drain transtympanique est une paracentèse.

## Principe
Un drain transtympanique aère l'oreille moyenne lorsque la trompe d'Eustache ne remplit pas sa fonction. Cela permet un assèchement des sécrétions pathologiques et une cicatrisation de la muqueuse. Il est notamment utilisé dans le traitement des otites moyennes aiguës répétitives.

## Indications
Les indications de la pose de ce dispositif et sa surveillance ont fait l'objet de la publication de recommandations. Celles de l'«  American Academy of Otolaryngology–Head and Neck Surgery » datent de 2013.
Cette opération chirurgicale est prescrite chez le très jeune enfant avec otite séro-muqueuse récidivante s’accompagnant d’une baisse d’audition réversible .

## Résultats
Il y aurait  moins de récidive d'otites par rapport à la prise d'antibiotiques. Une autre étude montre cependant que le taux de récidive est inchangé malgré la pose du drain. La procédure améliore cependant l'audition et la qualité de vie.